# Silnice II/166
Silnice II/166 je silnice II. třídy, která vede ze Smědeče do Kájova. Je dlouhá 16,7 km. Prochází jedním krajem a dvěma okresy.

## Vedení silnice

### Jihočeský kraj, okres Prachatice
- Smědeč (křiž. II/143)
- Dobročkov (křiž. III/1432)
- Březovík (křiž. III/12268)

### Jihočeský kraj, okres Český Krumlov
- Chvalšiny (křiž. III/1663, III/1664)
- Červený Dvůr
- Křenov
- Kájov (křiž. I/39, III/1599, III/15910)